# Хотинський національний природний парк
Націона́льний приро́дний парк «Хоти́нський» — природоохоронна територія в Україні, в межах Дністровського району Чернівецької області. 
Головна частина території парку, площею 3784,1 га, практично вся представлена ландшафтами крутосхилів каньйонної долини Дністра та його правих приток з листяними лісами та лучно-степовими асоціаціями на скельних відслоненнях і розсипах. До складу парку увійшла низка об'єктів природно-заповідного фонду (повністю або частково), зокрема ландшафтні заказники місцевого значення «Поливанів яр», «Молодівський яр», «Шебутинський яр», «Галицька стінка», «Бабинська стінка», «Гриняцька стінка»; іхтіологічні заказники «Бернівський острів», «Дарабанське плесо», «Орестівський», «Непоротівський», «Куютинський»; геологічні пам'ятки природи місцевого значення «Стратотип Дзвенигородської світи силуру», «Стратотип пригородської світи силуру». На стрімких схилах каньйону в місцях відслонення гіпсів та вапняків досліджено понад 30 невеликих печер. В околицях с. Гринячка розташований один із найвищих (30 м) водоспадів Буковини, що бере початок з потужного карстового джерела. 
До території парку входить теж частина водного плеса Дністровського водосховища площею 5662 га в межах адміністративної межі Чернівецької області.

## Історія
Природний парк створено 22 січня 2010 року згідно з указом Президента України Віктора Ющенка для збереження цінних природних та історико-культурних комплексів і об'єктів у басейні річки Дністер.
До території національного природного парку «Хотинський» погоджено в установленому порядку включення 9446,1 гектара земель державної власності, зокрема 2832,2 гектара земель Державного підприємства «Сокирянське лісове господарство» та 277,7 гектара земель Державного підприємства «Хотинське лісове господарство», які вилучаються в установленому порядку та надаються національному природному парку в постійне користування, і 459,5 гектара земель Державного підприємства «Кельменецьке спеціалізоване лісництво АПК», 214,7 гектара земель Державного підприємства «Хотинське державне спеціалізоване лісництво АПК» та 5662 гектарів Дніпровсько-Прутського басейнового управління водних ресурсів, що включаються до складу національного природного парку без вилучення.
До складу території національного природного парку «Хотинський» входять: 
- Бернівський острів
- Непоротівський
- Куютинський
- Дарабанське плесо
- Бабинська стінка
- Шебутинський яр
- Галицька стінка
- Молодівський яр
- Поливанів яр

## Ресурси Інтернету
- Національний природний парк "Хотинський". Природно-заповідний фонд України (укр.). Процитовано 18 лютого 2025.
- НА ЗАХІДНІЙ УКРАЇНІ З серії «Новий злет природно-заповідної справи в Україні» [Архівовано 26 червня 2012 у Wayback Machine.]